# Einseten
Der Einseten (norwegisch für Alleinstehender) ist ein Nunatakker im ostantarktischen Königin-Maud-Land. Er ragt im westlichen Ausläufer des Gebirges Sør Rondane auf.
Wissenschaftler des Norwegischen Polarinstituts benannten ihn 2004.